# Прилипки
Прилипки — український козацький рід, відомий більше 365-ти років.

## Етимологія прізвища
Імовірно, прізвище Прилипко походить від одного з українських слів — «прилипати» — дієслово, «прилипчик» — епітет, «прилип» — стара назва, зараз — підмаренник чіпкий (galium aparine) — однорічна трав'яниста рослина родини маренових. Ймовірно, людині давали таке прізвище за її наполегливість.

## Історичні відомості
В Зборівському Реєстрі Війська Запорожського 1649 році зустрічаємо 5 осіб з прізвищем Прилипко в м. Боярка, Білоцерківський полк; Медведівська сотня, Чигиринський полк; сотня Іржишчовська, Канівський полк; сотня Ситницька, Корсунський полк; сотня Райгородська, Мачоха, Брацлавський полк.
З Румянцівського перепису м. Піщане, Переяславський полк (1767 рік) дізнаємось, що в цьому містечку жила родина Прилипки.

## Відомі персоналії
- Прилипко Володимир Петрович (16 листопада 1947 — 21 серпня 2004) — український поет, археолог. Член Національної спілки письменників України.
- Прилипко Олександр (Одеса) — журналіст, письменник, автор книг по історії виноробства України.
- Прилипко Юрій Ілліч (*11 серпня 1960) — український політик. Селищний голова Гостомеля (з 2015), депутат Ірпінської міської ради протягом трьох скликань (до 2015).
- Прилипко Яків Павлович (19 серпня 1925 — 14 червня 1978) — історик, етнолог, археолог, перекладач. Кандидат історичних наук (1962).